# Mrsklesy
Mrsklesy (in tedesco Nirklowitz) è un comune della Repubblica Ceca facente parte del distretto di Olomouc, nella regione di Olomouc.